# Кате, Дьюла
Дью́ла Ка́те (венг. Gyula Káté; 3 февраля 1982, Будапешт) — венгерский боксёр лёгкой и первой полусредней весовых категорий, выступал за сборную Венгрии с 2002 года по 2012-й. Участник трёх летних Олимпийских игр, неоднократный призёр чемпионатов Европы и мира, победитель многих международных турниров и национальных первенств.

## Биография
Дьюла Кате родился 3 февраля 1982 года в Будапеште. Первого серьёзного успеха на ринге добился в возрасте семнадцати лет, когда занял третье место на юниорском чемпионате Европы. В 2000 году выиграл молодёжный чемпионат мира и с этого момента стал попадать в основной состав взрослой сборной Венгрии. В следующем сезоне дебютировал на взрослом первенстве мира, однако потерпел поражение в своём первом же матче на турнире. На чемпионате Европы 2002 года в Перми в стартовом поединке проиграл россиянину Александру Малетину, который в итоге стал чемпионом. Тем не менее, в 2003 году Кате всё-таки попал на подиум крупного международного турнира — в лёгком весе выиграл бронзовую медаль на первенстве мира в Бангкоке (в полуфинале уступил олимпийскому чемпиону Марио Кинделану). Ещё через год получил бронзу на чемпионате Европы, победил на чемпионате мира среди студентов и благодаря череде удачных выступлений удостоился права защищать честь страны на летних Олимпийских играх 2004 года в Афинах. На Олимпиаде выбыл из борьбы за медали уже после первой стадии.
В 2005 году Кате поднялся в первую полусреднюю весовую категорию, выиграл чемпионат Европейского Союза, безрезультатно съездил на чемпионат мира в Мяньян. В следующем году вновь был лучшим на первенстве ЕС, завоевал бронзовую медаль на первенстве Европы в Пловдиве (в полуфинале проиграл боксёру из России Олегу Комиссарову). В 2007 году после бронзовой медали на чемпионате Евросоюза участвовал в зачёте чемпионата мира в Чикаго — был выбит из борьбы Геннадием Ковалёвым уже на ранних стадиях турнира. В 2008 году продолжил выступать на высочайшем уровне, добыл серебро чемпионата ЕС, стал вице-чемпионом первенства Европы в Ливерпуле и побывал на Олимпиаде в Пекине, где вновь проиграл в стартовом матче.
На чемпионате мира 2009 года в Милане Дьюла Кате пополнил медальную коллекцию ещё одной бронзой, а в 2010-м добавил в послужной список серебряную награду чемпионата Европы. Оставаясь лидером сборной в первом полусреднем весе, прошёл квалификацию на Олимпийские игры 2012 года в Лондоне — во втором матче со счётом 14:20 уступил итальянцу Винченцо Манджакапре. Вскоре после этих соревнований Кате принял решение покинуть ринг и перешёл на тренерскую работу. Окончил университет физической культуры, в Венгрии четыре раза признавался боксёром года (2003, 2006, 2008, 2009).